# Жаниспай (Єсільський район)
Жаниспа́й (каз. Жаныспай) — село у складі Єсільського району Акмолинської області Казахстану. Адміністративний центр та єдиний населений пункт Жаниспайського сільського округу.
Населення — 290 осіб (2021; 465 у 2009, 819 у 1999, 1058 у 1989).
Національний склад станом на 1989 рік:
- росіяни — 43 %;
- українці — 25 %.

Станом на 1989 рік село мало статус селища.